# Schriesheim
Schriesheim est une ville du Land Bade-Wurtemberg (Allemagne), située dans l'arrondissement de Rhin-Neckar, dans l'aire urbaine Rhin-Neckar, le district de Karlsruhe.

## Géographie
La ville est située entre l'Odenwald et la vallée du Rhin, à 8 km au nord de Heidelberg, à 8 km au sud de Weinheim et à 13 km à l'est de Mannheim.

## Administration

### Liste des maires au cours duXXesiècle
- Nikolaus Urban 1897-1914
- Karl Hartmann 1914-1920
- Georg Rufer 1920-1933
- Fritz Urban 1933-1945
- Georg Rufer 1945-1952
- Martin Ringelspacher 1952-1954 (par intérim)
- Wilhelm Heeger 1954-1974
- Peter Riehl 1974-2006
- Hansjörg Höfer depuis 2006

En 1952, Fritz Urban, maire et chef de la section locale du NSDAP de 1933 à 1945, se porta à nouveau candidat à la mairie de Schriesheim. Les citoyens de Schriesheim l'élurent malgré son passé comme il était issu d'une famille d'anciens conseillers municipaux et maires. M Urban ne put finalement pas prendre ses fonctions. M Ringelspacher, son suppléant, le remplaça par intérim jusqu'aux élections de 1954 qui furent remportées par Wilhelm Heeger.

## Histoire

### Époque romaine
Les Romains étaient présents dans la région avec des fortifications à Lopodunum, sur la commune actuelle de Ladenburg, et à Heidelberg. Six fermes domaniales romaines (villae rusticae) dont les vestiges furent trouvés lors de fouilles archéologiques aux environs de l'ancienne fortification de Lopodunum ont été répertoriées. En 1766, on en découvrit une à Schriesheim lors des travaux. Le prince-électeur Carl-Theodor (1724-1799) ordonna ensuite des fouilles et le lieutenant-ingénieur Ferdinand Denis mit au jour le plan d'un immeuble rectangulaire. Le président de l'académie des sciences de Mannheim Johann Daniel Schöpflin (1649-1771) analysa par la suite ce qui avait été trouvé dans les caves de l'ancienne ferme domaniale. Y figuraient entre autres des déchets de tessons d'argile, des pierres taillées ainsi que des os. Schöpflin en déduisit qu'il s'agissait d'un lieu de culte et que les tessons d'argile représentaient des vestiges d'urnes dans un columbarium. La fouille finie, on combla le champ de fouilles et le prince-électeur fit ériger une stèle dont l'inscription portait l'interprétation de Schöpflin : SEPULCRI ROMANI / COLUMBARIUM / SAECULUM COENACIUM / CONTINENTIS / FUNDAMENTA / ANNO MDCCLXVI / DETECTA / LOCUS HIC TECIT (Ce lieu-ci couvre les fondations d'une sépulture romaine qui comprenait un columbarium, un sanctuaire et un réfectoire que l'on mis au jour en 1766.) L'interprétation de Schöpflin fut finalement réfutée en 1970-1971 lorsque l'on bâtit la bretelle d'accès à l'autoroute. Des nouvelles fouilles furent entreprises et révélèrent que ce qui avait été classé comme une sépulture était en fait la cave d'une ferme domaniale où on stockait à l'époque du vin et de l'huile. Aujourd'hui, on peut visiter une réplique de cette cave dans le sous-sol de la mairie de Schriesheim. La stèle a changé plusieurs fois de lieu depuis son édification en 1766. Aujourd'hui elle se trouve près de la bretelle d'accès à l'autoroute 5.

### Le Moyen Âge
Bien que l'on ait trouvé des vestiges d'une ferme domaniale romaine sur le finage de Schriesheim, on ne peut pas parler d'un village portant le nom de Schriesheim avant le début du VIIIe siècle. Il existe des actes de donation aux monastères d'Ellwangen et de Lorsch qui datent de 764 et de 766. Les abbés des deux monastères furent désormais les seigneurs de Schriesheim. Schriesheim est, comme beaucoup de communes dont le nom se termine avec le suffixe -heim, un village qui fut vraisemblablement fondé par les Francs.
Au cours du XIIIe siècle, la famille noble des Strahlenberg, qui étaient les intendants (Vögte) du monastère d’Ellwangen à Schriesheim, renforça son influence sur la ville. La famille régnait de facto sur la ville et c’est pourquoi elle bâtit en 1235 le château Stahlenburg. L’édification de ce château fut illégale car le domaine sur lequel il fut érigé appartenait au monastère d’Ellwangen dont les Strahlenberg n’étaient que les intendants (Vögte). Comme le monastère ne pouvait pas exercer de moyens militaires contre la famille des Strahlenberger, l’abbé d’Ellwangen demanda à l’empereur allemand de proscrire Conrad Ier de Strahlenberg. À la fin, l’empereur refusa la proscription du noble et un arrangement entre le monastère et la famille de Strahlenberg fut conclu. À la suite de cet arrangement de 1338, Conrad Ier reçut le château comme fief à titre héréditaire. En revanche il devait céder ses biens propres au monastère qui lui furent donnés aussi comme fief à titre héréditaire par le monastère. Au bout du compte, cet arrangement fut plus avantageux pour lui qu’il n’apparait à première vue.

### La fondation de la ville
Noble ambitieux, Conrad Ier ne voulait pas se contenter d’un château mais désirait aussi devenir le seigneur d’une ville. C’est pourquoi qu’il commença à bâtir une ville fortifiée sur le terrain de son fief au-dessous du château. Les travaux finis, la ville et le château formaient ensemble une fortification militaire. On ignore la date précise de la fondation de la ville. Les Strahlenberg étaient cependant membres de la confédération rhénane de villes (Ligue rhénane) en 1256. D’après plusieurs indices, il est vraisemblable que la ville fut fondée entre 1240 et 1245.
Après la fondation de la ville, une église fut édifiée au même lieu ou se trouve aujourd’hui le temple protestant. La vieille église au sud de l’impasse de ruisseau (« Bachgasse ») fut abandonnée. En plus, une maison seigneuriale, la cour des Strahlenberg (« Strahlenberger Hof »), fut bâtie. Cette maison représentative avec ses murs de pierre d’une épaisseur de deux mètres est avec ses plus de 700 ans la maison profane la plus vieille de la région qui est encore habitée. Aujourd’hui, elle abrite un restaurant de haute gastronomie, le Strahlenberger Hof.
La famille de Strahlenberg subit un déclin lent et ils vendirent finalement la ville, le château et les droits domaniales au comte palatin de Heidelberg. Schriesheim gardait pourtant ses privilèges urbains.

### La perte des privilèges urbains
Après la mort du roi Robert Ier en 1410, le Palatinat du Rhin fut partagé entre ses quatre fils. Schriesheim revint d’abord à Otto, le dernier fils de Robert. En 1448 un échange de territoire fut conclu entre Otto et son frère Etienne, le comte palatin de Simmern et Zweibrücken et la ville revint finalement à Etienne dans le cadre de cet échange. La ligne Simmern-Zweibrücken se divisa en 1459 et Schriesheim resta avec les Simmern qui donnèrent la ville en nantissement au chevalier Hans de Sickingen, moyennant la somme de 4 000 florins. Le comte palatin Louis Ier de Veldenz-Zweibrücken retira Schriesheim en 1468. Le suzerain de Schriesheim était à partir de 1460 le prince-doyen d’Ellwangen (Fürstpropst), le successeur juridique des abbés du monastère.
Au cours du démêlé de Wissembourg (Weißenburger Fehde) entre le prince-électeur Frédéric Ier et Louis Ier de Veldenz-Zweibrücken, Frédéric commença à assiéger Schriesheim et le château Strahlenburg le 6 mai 1470. Dimanche, le 13 mai 1470 il prit d’assaut le château puis la ville. Martin Merz, le canonnier du Palatinat du Rhin, commanda la canonnade qui précéda la prise de la ville. Les vainqueurs demandèrent aux citoyens de Schriesheim la somme 400 florins et toutes les provisions de vin comme rançon pourque la ville ne fût pas brûlée. En plus, ils firent raser les fortifications et les tours de garde, le rempart fut démoli et le fossé fut aplani. Les fortifications perdues, il ne restait que le droit d’avoir un marché comme privilège urbain qui fut aussi aboli. Ainsi la ville perdit le privilège urbain et redescendit au statut d’un simple village. Malgré la perte du privilège urbain, on installa la juridiction de la circonscription (le Zent) à Schriesheim qui fit du village un lieu important dans la région. Après plus de cent ans, en 1579, le prince électeur de Heidelberg raccorda aux citoyens de Schriesheim le privilège d’avoir un marché. Le marché de Saint Matthieu (Mathaisemarkt), qui a dès lors lieu pendant la première semaine du mois de mars, se dérive de ce privilège.

### Schriesheim pendant la guerre de Trente Ans
Frédéric V, comte palatin et prince-électeur, épousa en 1613 la fille du roi anglais, Elisabeth Stuart pour consolider l’influence du parti protestant mais aussi parce que cette alliance signifia un gain de prestige pour la ligne protestante de la maison de Wittelsbach. Ce mariage devrait devenir une grande charge pour les citoyens de Schriesheim parce que l’on leur imposa de financer la confection d’une voiture dans laquelle Frédéric voulait faire conduire sa fiancée à Heidelberg. En 1619, ils durent de nouveau payer pour la voiture dans laquelle le couple voyageait à Prague parce que Frédéric fut élu roi de la Bohème au début de la guerre de Trente Ans. Son règne, cependant, ne dura guère un an et c’est pourquoi il est aussi connu sous le nom de roi d’un hiver (Winterkönig).
Or les développements politiques et militaires qui suivirent le couronnement de Frédéric se montraient défavorables pour le comte palatin et on craignait aussi à Schriesheim l’éruption d’un conflit militaire. À partir de 1619 une sentinelle était installé sur le Branich, la montagne en face du château Strahlenburg, pour surveiller la plaine et repérer de loin des troupes qui s’approchaient de la ville. En 1621 des troupes de la ligue catholique sous la commande de Tilly marchèrent du nord à direction de Heidelberg et passèrent aussi par Schriesheim. En novembre 1621, environ 10 000 mercenaires campaient sur les champs autour de Schriesheim, Dossenheim et Ladenburg. Lorsque les combats qui résultèrent dans la prise de Heidelberg furent terminés, les mercenaires restaient pourtant pendant toute l’année 1622 dans la région et vivaient du pays. Schriesheim perdit de jeunes hommes dans les combats et la commune se vit confrontée à une situation financière pénible. La trésorerie municipale fut pillée par chaque parti qui passait par la ville ; plusieurs maisons étaient détruites. Les Bavarois prirent même les cloches comme butin. Grâce aux réserves des citoyens, on commença peu après à réparer les dégâts et la vie quotidienne put reprendre. Les autorités essayèrent pourtant de réintroduire la foi catholique dans le pays ce qui poussa le pasteur à s’évader.
Il y avait pourtant encore de troupes de mercenaires dans la région qui faisaient des pillages. En 1625-1626 une épidémie de typhus se déchaîna et fit des ravages dans la région. En 1631, une armée s’approcha de nouveau du nord ; cette fois-ci ce furent les Suèdes protestants qui se protégeaient en retranchements au-dessus de la ville. Ce lieu est aujourd’hui connu sous le nom de « Schwedenschanze » (retranchement des Suèdes). Les retranchements au-dessous de la ville permettaient aux Suèdes de surveiller la plaine. Les Suèdes pressuraient la ville successivement. Mi-septembre 1631, les Bavarois tentèrent une sortie de Heidelberg, prirent Schriesheim et se retirèrent de nouveau à Heidelberg. La ville en restait réduite en cendres. La plupart de maisons et l’église furent brûlées, on put seulement sauver quelques habitations le long du ruisseau comme de l’eau était à proximité. En plus, des soldats continuaient à piller la région.
En 1635, la peste érupta et tua une grande partie de la population qui était déjà affaiblie par les privations des dernières années. Cette fois-ci, la reconstruction ne démarra que lentement. Les réserves étaient épuisées, une vie normale n’était plus possible. La survie n’était que possible grâce au vignoble et au bétail que l’on avait mené dans la forêt auparavant.
En 1643, la guerre revint avec les Lorrains dans la région, en 1644 l’armée de l’empereur traversa le pays et en 1645 les Français sous le commandement de Turenne y firent des ravages. Même si des grandes batailles n’eurent plus lieu dans la région on fut constamment menacé par des soldats entre-temps complètement abrutis. Bien que les chroniques ne parlent pas d’atrocités commises à Schriesheim la ville fut finalement abandonnée en 1644 après que l’on eût supporté pendant 25 ans les privations de la guerre. La population prit refuge dans la forêt ou dans des villages limitrophes qui étaient moins touchés que Schriesheim. Les jours calmes, les habitants revenaient pour ramasser ce qui poussait sur les champs ou dans le vignoble.
Lorsque la paix fut conclue en 1648, les survivants dispersés retournèrent peu à peu à Schriesheim. La plupart avait hérité de terres et de maisons détruites mais ni de bétail, ni de semences ni de matériaux de construction. Ainsi on vendit souvent une partie des terres aux nouveaux venus pour avoir de retour des moyens pour la reconstruction. Parmi les 40 familles qui s’installèrent à cette époque à Schriesheim il n’avait que 24 familles qui avaient un nom de famille originaire de Schriesheim. Seule l’immigration de Suisses reformés fit agrandir la population. On devait pourtant attendre un siècle jusqu’à ce que le nombre d’avant la guerre ne fût atteint.

### L’ère des révolutions
Les idées de la Révolution française se propagèrent aussi jusqu’à Schriesheim et ainsi une première contestation contre les impôts eut lieu le 21 octobre 1789. Les autorités purent pourtant apaiser le peuple avec des concessions. En 1798, les citoyens de Schriesheim s’insurgèrent contre le Zentgraf, le percepteur des impôts, Nikolaus Lissingolo. Cette insurrection fit beaucoup de bruit à l’époque mais par manque de sources fiables on ignore les détails et le déroulement des évènements. Trois citoyens de Schriesheim furent condamnés à deux à trois ans de réclusion : Balthasar Ortlipp, Wendel Müller et Heinrich Riehl. Neuf autres reçurent des pénitences moins dures.
Le recès de la Diète d'Empire de 1803  mit fin au particularisme allemand. Le palatinat du Rhin, et avec lui Schriesheim, fut incorporé à la juridiction sur laquelle le margrave de Bade avait l’autorité. La sécularisation s’étendait aussi au suzerain de Schriesheim : l'intendance d’Ellwangen (de) qui fut sécularisée et donné au royaume de Wurtemberg en échange pour la principauté de Montbéliard, désormais française. Ainsi le Margrave de Bade était le souverain des citoyens de Schriesheim pendant que le roi de Wurtemberg était leur suzerain. En 1806, le Margrave de Bade, depuis peu grand-duc grâce à Napoléon, et le roi de Wurtemberg conclurent un contrat qui donna la suzeraineté sur Schriesheim au grand-duché de Bade.
En 1815, les citoyens de Schriesheim s’insurgèrent de nouveau contre les autorités. Leur insurrection fut à la fin réprimée par les soldats du grand-duc. Pendant la révolution de 1848-1849, les citoyens de Schriesheim participèrent aussi aux agitations révolutionnaires. La majorité des citoyens était en faveur des idées du révolutionnaire Friedrich Hecker qui était depuis 1842 le député de la circonscription Ladenburg-Weinheim. La révolution fut finalement réprimée et les autorités commencèrent un processus de restauration. Ainsi le gouvernement badois annula les trois dernières élections municipales en 1851-1852 comme les vainqueurs furent tous des « démocrats ».

### Émigrations au cours de la deuxième moitié duXIXesiècle
Les décennies après la révolution de 1848 virent une grande migration vers les États-Unis qui fut due d’un côté à la persécution de penseurs démocrates et de l’autre aux difficultés économiques de la population rurale dont les conditions de vie changeaient rapidement avec l’industrialisation. De 1848 à 1890 la population de Schriesheim tomba de 2800 à 2650 qui égale une diminution de 5,4 %. Les premiers émigrants s’étaient déjà mis en route en 1724 lorsque le piétiste Alexander Mack dut quitter la ville avec ses condisciples. Une partie des juifs qui habitaient la commune purent émigrer pendant le Troisième Reich pour échapper à la déportation. L’émigration de Schriesheim ne cessa qu’après la Seconde Guerre mondiale.

### LeXXesiècle
Après la Seconde Guerre mondiale la commune connait un influx de réfugies qui durent quitter la Prusse orientale, la Poméranie, la Silésie et d’autres régions en Europe de l’Est ou des Allemands avaient vécu en colonies depuis la XVIIIe siècle. Un nouveau quartier à l’ouest de la route fédérale 3 (Bundestraße 3) fut bâti. Les rues de ce quartier portent des noms des villes d’où les nouveaux habitants étaient originaires (p.ex. rue de Königsberg, rue de Dantzig ou rue de Breslau). Les réfugies originaires de la Silésie firent agrandir la communauté catholique ce qui nécessita bientôt un agrandissement de l’église qui fut entamé en 1959.
Grâce à sa proximité au centre industriel de Mannheim et Ludwigshafen et la ville universitaire de Heidelberg, Schriesheim devint à partir des années 1960 un lieu de résidence attractif pour les salariés des grandes villes qui font tous les jours la navette. Les bourgeois de Mannheim avaient déjà bâti des résidences secondaires sur le Branich avant la guerre ; nombre d’eux s’y installèrent définitivement au cours de la guerre pour échapper aux bombes ou parce qu’ils avaient perdu leurs logements à Mannheim dans une attaque aérienne.
Les années 1960 à 1980 furent marquées de grandes activités dans le bâtiment. La construction d’un centre scolaire avec un lycée (Gymnasium), un collège (Realschule) et une école primaire et populaire (Grund- und Hauptschule) fut commencée en 1972. Quatre ans plus tard, en 1976, le maire Peter Riehl put finalement inaugurer les bâtiments du lycée. Le groupe scolaire fut déjà fondé en 1972 sans disposer de bâtiments. Les premières classes du collège étaient scolarisées dans la salle de conférence de la mairie, d’autres classes dans la caserne des pompiers.
Pour créer des logements on prévit plusieurs fois de nouveaux quartiers. D’abord au nord sur le domaine de « Steinach », à l’ouest de la route fédérale et au sud-est et sud-ouest sur les domaines « Steinschleife » et « Schlittweg ». Les rues dans ce quartier portent les noms des anciens domaines. À la fin des années 1990 on prévit un nouveau quartier, les « Fensenbäume » et au début du nouveau millénaire on entama la construction du quartier « Nord ».
En 1964, Schriesheim fêta son 1200e anniversaire. Lors de cet anniversaire on raccorda les privilèges d’une ville à la commune qui les avait perdus en 1470. Dès lors Schriesheim a de nouveau le statut d’une ville. Les villages limitrophes Altenbach et Ursenbach furent rattachés à Schriesheim en 1972 et en 1973.
La vallée de Schriesheim où coule la rivière Kanzelbach est un des accès principaux aux villages de l’Odenwald. Depuis les années 1960 la ville connais une circulation agrandie de voitures et de poids lourds qui traversent la ville par sa seule artère, la « Talstraße » , pour atteindre les villages dans l’Odenwald. L’idée de creuser un tunnel déviant la circulation du centre-ville naquit déjà à cette époque-là mais les citoyens de Schriesheim devaient attendre l’an 2013 jusqu’à ce que l’on pût inaugurer le Branichtunnel (tunnel du Branich) qui débouche sur la bretelle de l’autoroute 5 à l’ouest et à l’est sur la rue régionale à la hauteur de la malterie « Kling Malz ».

## Économie
La région a développé une activité minière (argent, vitriol, transformée en activité touristique, par ex la mine Anne-Elisabeth .

## Lieux et monuments
- Église catholique Maria-Himmelfahrt.
- Temple protestant.
- Strahlenburg, château en ruine.
- La mine de Anna-Elisabeth

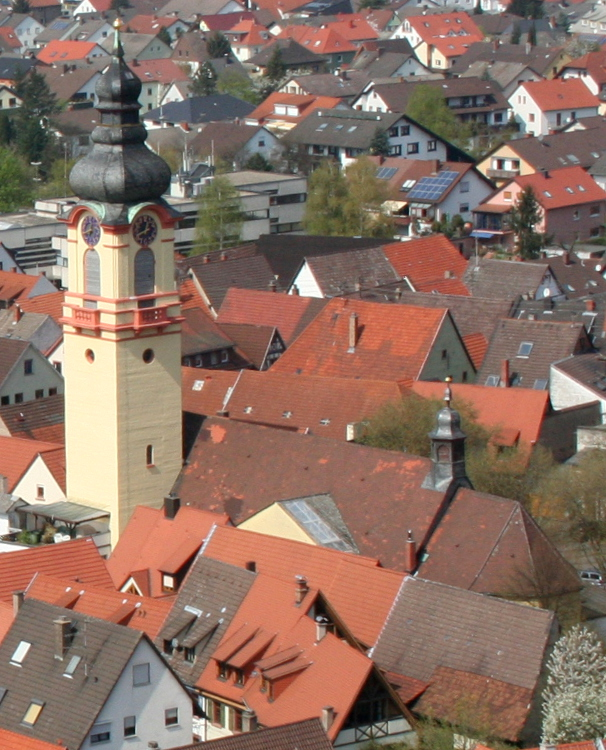
L'église catholique.
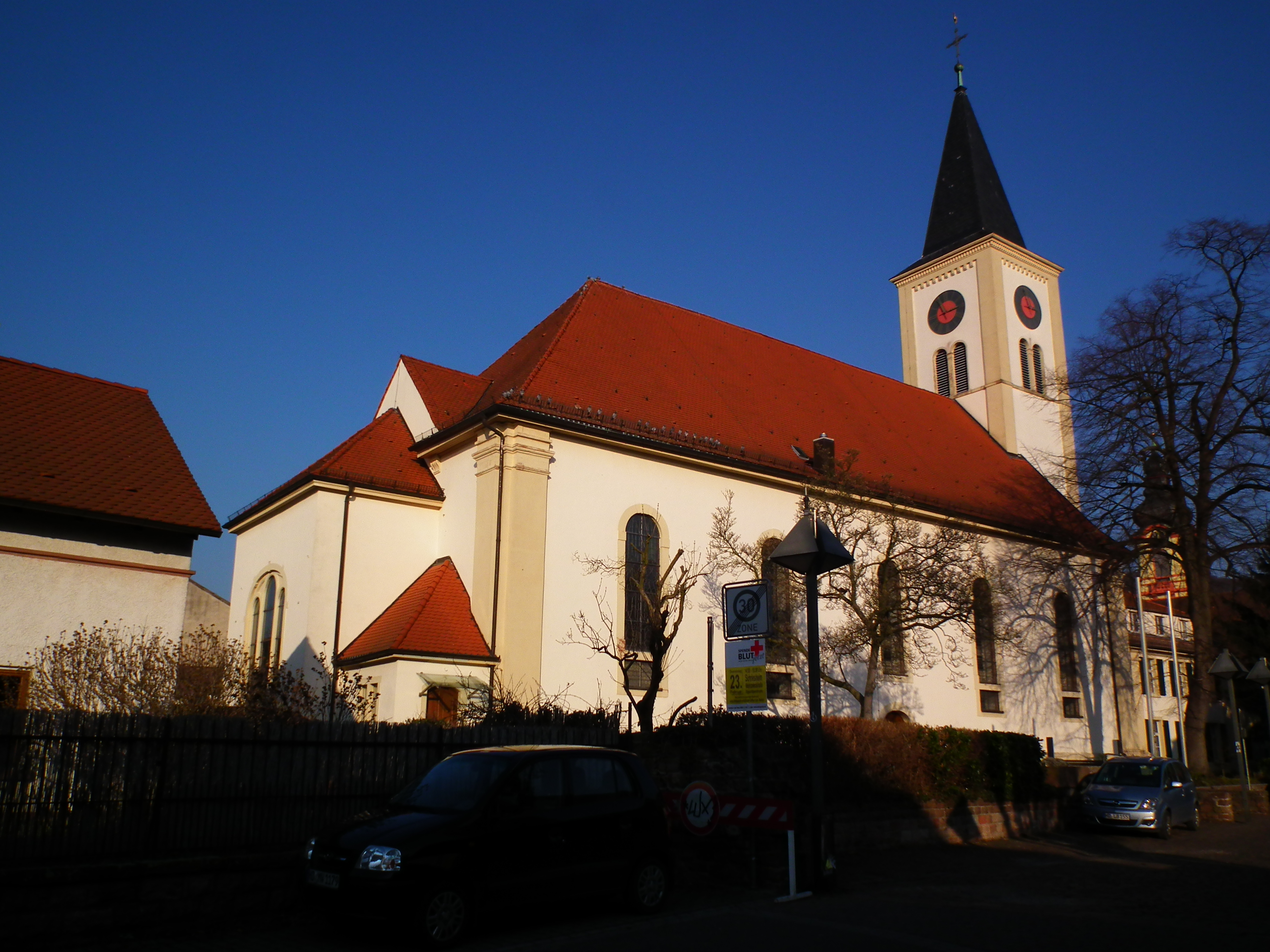
Le temple protestant
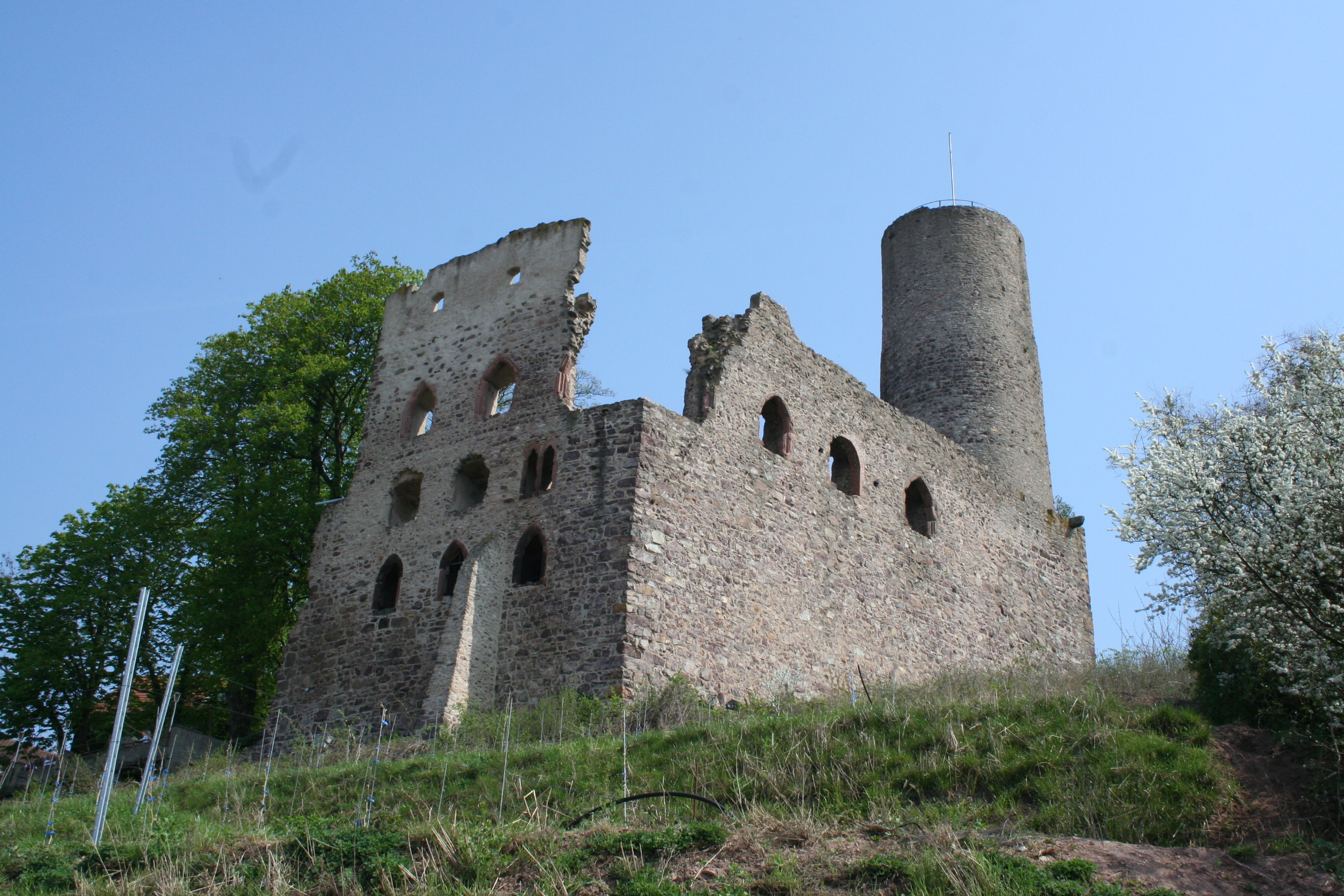
Ruines du Strahlenburg.

## Personnalités liées

### Personnages nés à Schriesheim
- Frédéric de Strahlenberg (†1333), prébendier à Spire et à Strasbourg
- Alexander Mack (1679-1735), piétist et fondateur de l'église des frères « Church of the Brethren » en Pennsylvanie
- Alfred Herbst (1906-1943), baptiste, pacifiste et objecteur de conscience, exécuté par le régime nazi en 1943 à Brandenbourg-Goerden.
- Helmut Fath (1929-1993), pilote de moto sportif et constructeur de moto
- Reiner Kröhnert (*1958), chansonnier (humoriste) qui incarne des hommes et femmes politiques, parmi d'eux la chancelière Angela Merkel.

### D'autres personnages qui ont laissé leurs traces dans la ville
- Anton Geiß (1858-1944), socialdémocrate (membre du SPD) et premier président de la Bade de 1919-1920. Il s'installa en 1933 à Schriesheim pour y passer sa retraite et y mourut en 1944. Sa tombe se trouve toujours au cimetière municipal.
- Théo Kerg (1909-1993), artiste-peintre, sculpteur et graphiste dont l'œuvre est exposée dans un musée portant le nom de l'artiste.

### Citoyens d'honneur
- Peter Hartmann
- Peter Riehl, maire de 1974-2006.